# Gazpachuelo
Le gazpachuelo est une soupe chaude originaire de Malaga et typique des pêcheurs, composée de fumet de poisson et d'une mayonnaise à base de jaune d'œuf et d'huile d'olive. Il est accompagné du blanc d'œuf dur coupé en petits cubes, ainsi que de pommes de terre bouillies, également servies en cubes, et de tranches de pain grillé.
Bien qu'il soit consommé chaud, il doit son nom au fait qu'il contient trois des quatre ingrédients de base du gaspacho : le pain, l'huile et l'eau. Le gazpachuelo est également connu comme une soupe à base de pommes de terre, d'œuf et d'huile.

## Caractéristiques
Il s'agit d'une soupe chaude avec des œufs, le jaune battu et le blanc coagulé, et assaisonnée de vinaigre ou de citron. Les pommes de terre sont bouillies avec seulement de l'eau et du sel. Pendant ce temps, on prépare une mayonnaise avec le jaune d'œuf et l'huile (en faisant très attention de ne pas couper la mayonnaise). Le blanc d'œuf est ajouté aux pommes de terre pour qu'il durcisse. Lorsque les pommes de terre ont bouilli, ajouter de l'eau à la mayonnaise pour la dissoudre dans le bouillon (en faisant également attention à ne pas couper la mayonnaise). Une fois la mayonnaise dissoute dans le bouillon, mélanger le tout dans la marmite et ajouter un filet de jus de citron. Cette soupe se mange avec une cuillère et du pain trempé dans le bouillon. D'autres variantes sont possibles : faire bouillir les pommes de terre avec des palourdes, des crevettes décortiquées ou des anchois.